# Мисс Вселенная 1991
Мисс Вселенная 1991 (англ. Miss Universe 1991) — 40-й ежегодный конкурс красоты, проводился 17 мая 1991 года в Aladdin Theatre for the Performing Arts, Лас-Вегас, Невада, США. За победу на нём соревновалось 73 претендентки. Победительницей стала представительница Мексики, 22-летняя Лупита Джонс.

## Результаты

### Места
| Итоговый результат  | Участница                                                                                                   |
| ------------------- | --- |
| Мисс Вселенная 1991 | - Мексика — Лупита Джонс                                                                                    |
| 1-я вице-мисс       | - Нидерланды — Паулин Хёйзинга                                                                              |
| 2-я вице-мисс       | - СССР — Юлия Лемигова                                                                                      |
| Топ-6               | - Ямайка — Кимберли Маис - Венесуэла — Жаклин Родригес - США — Келли Маккарти                               |
| Топ-10              | - Кюрасао — Жаклин Кригер - Парагвай — Вивиан Бенитес - Франция — Марева Жорж - Югославия — Наташа Павлович |

### Полуфинальные оценки
| \| Страна \| Купальный костюм \| Интервью \| Вечернее платье \| Средний балл \| \| ---------- \| ---------------- \| ---------- \| --------------- \| ------------ \| \| Мексика \| 9.450 (1) \| 9.608 (1) \| 9.758 (1) \| 9.605 (1) \| \| Венесуэла \| 9.412 (2) \| 9.533 (4) \| 9.650 (3) \| 9.532 (2) \| \| СССР \| 9.225 (3) \| 9.550 (3) \| 9.717 (2) \| 9.497 (3) \| \| Нидерланды \| 9.073 (6) \| 9.592 (2) \| 9.600 (4) \| 9.422 (4) \| \| Ямайка \| 9.213 (4) \| 9.418 (6) \| 9.542 (7) \| 9.391 (5) \| \| США \| 8.950 (7) \| 9.425 (5) \| 9.542 (7) \| 9.306 (6) \| \| Кюрасао \| 9.135 (5) \| 9.190 (8) \| 9.550 (6) \| 9.292 (7) \| \| Парагвай \| 8.897 (8) \| 9.350 (7) \| 9.350 (10) \| 9.229 (8) \| \| Франция \| 8.867 (10) \| 9.067 (10) \| 9.590 (5) \| 9.175 (9) \| \| Югославия \| 8.875 (9) \| 9.167 (9) \| 9.442 (9) \| 9.161 (10) \| | Победительница 1-я вице-мисс 2-я вице-мисс Топ-6 финалисток Топ-10 полуфиналисток (#) Ранг в каждом туре конкурса |            |                 |              |
| Страна | Купальный костюм                                                                                                  | Интервью   | Вечернее платье | Средний балл |
| Мексика | 9.450 (1) | 9.608 (1)  | 9.758 (1)       | 9.605 (1)    |
| Венесуэла | 9.412 (2) | 9.533 (4)  | 9.650 (3)       | 9.532 (2)    |
| СССР | 9.225 (3) | 9.550 (3)  | 9.717 (2)       | 9.497 (3)    |
| Нидерланды | 9.073 (6) | 9.592 (2)  | 9.600 (4)       | 9.422 (4)    |
| Ямайка | 9.213 (4) | 9.418 (6)  | 9.542 (7)       | 9.391 (5)    |
| США | 8.950 (7) | 9.425 (5)  | 9.542 (7)       | 9.306 (6)    |
| Кюрасао | 9.135 (5) | 9.190 (8)  | 9.550 (6)       | 9.292 (7)    |
| Парагвай | 8.897 (8) | 9.350 (7)  | 9.350 (10)      | 9.229 (8)    |
| Франция | 8.867 (10) | 9.067 (10) | 9.590 (5)       | 9.175 (9)    |
| Югославия | 8.875 (9) | 9.167 (9)  | 9.442 (9)       | 9.161 (10)   |

### Специальные награды
| Премия                     | Участница                                  |
| -------------------------- | ------------------------------------------ |
| Лучший национальный костюм | - Колумбия — Марибель Гутьеррес            |
| Мисс Конгениальность       | - Виргинские Острова (США) — Моник Линдсей |
| Мисс Фотогеничность        | - Ирландия — Шивон Макклафферти            |

### Топ
| 1. Ямайка 2. Франция 3. Югославия 4. Парагвай 5. Кюрасао 6. СССР 7. Венесуэла 8. Нидерланды 9. США 10. Мексика | 1. Венесуэла 2. Нидерланды 3. США 4. Ямайка 5. Мексика 6. СССР 1. СССР 2. Нидерланды 3. Мексика |

## Судьи
- Хосе Луис Родригез — Венесуэльский певец и актёр.
- Джанет Хьюберт — актриса кино и телевидения.
- Ках Ледесма — поп и джазовая певица.
- Хорхе Риверо — актёр.
- Барбара Лорен — кастинг директор.
- Кристоф — стилист из Бельгии.
- Дастин Нгуен — американский актёр, режиссёр, писатель и мастер боевых искусств.
- Надя Команечи — первая гимнастка, которой присудили высшую оценку в олимпийском гимнастическом случае.

## Участницы
| - Аргентина — Вероника Хоннорат - Багамские Острова — Фарра Фиона Сондерс - Бельгия — Катя Аленс - Белиз — Жозефина Голт - Бермуды — Андреа Салливан - Боливия — Мария Сельва Ландивар - Бразилия — Патрисия Франко де Годой - Виргинские Острова (Великобритания) — Энн Леннард - Болгария — Кристи Друмева - Канада — Лесли Макларен - Острова Кайман — Бетия Мишель Кристиан - Чили — Сесилия дель Росарио Альфаро - Колумбия — Марибель Гутьеррес Тиноко - Острова Кука — Раема Читти - Коста-Рика — Вивиана Муньос - Кюрасао — Жаклин Крайгер - Чехословакия — Рената Горецка - Доминиканская Республика — Мелисса Варгас - Эквадор — Диана Нейра - Сальвадор — Ребекка Давила - Финляндия — Таня Виенонен - Франция — Марева Жорж - Германия — Катрин Рихтер - Гана — Дела Тамаколе - Греция — Марина Попу - Гуам — Джевон Пеллакани - Гватемала — Лорена Паласиос - Гонконг — Анита Юэнь - Исландия — Дис Сигургейрсдоттир - Индия — Кристабель Хоуи - Ирландия — Шивон Маклафферти - Израиль — Мири Гольдфарб - Италия — Мария Бискотти - Ямайка — Кимберли Маис - Япония — Ацуко Ямамото - Республика Корея — Со Чунъ Мин - Ливан — Фидаа Чехайеб | - Люксембург — Аннет Фейдт - Малайзия — Элейн Чу - Мальта — Мишель Зарб - Маврикий — Дхандеви Джитун - Мексика — Люпита Джонс - Намибия — Ронель Либенберг - Нидерланды — Паулина Хьюзинга - Никарагуа — Ана София Перейра - Нигерия — Тоня Окогбенин - Северные Марианские Острова — Шэрон Розарио - Норвегия — Лене Мария Педерсен - Панама — Лиз Мишель де Леон - Парагвай — Вивиан Бенитес - Перу — Элиана Мартинес - Филиппины — Мария Лурдес Талам Гонсалес - Польша — Йоанна Михальска - Пуэрто-Рико — Лиссетт Буре - Китайская Республика — Линь Шу-Чуань - Румыния — Даниэлла Нейн - Сингапур — Эйлин Йоу - Испания — Эстер Арройо - Шри-Ланка — Дилока Сеневиратне - Сент-Винсент и Гренадины — Саманта Робертсон - Суринам — Симона Вос - Швеция — Сусанна Густафссон - Таиланд — Джирапрапа Саветтанан - Тринидад и Тобаго — Джози Энн Ричардс - Турция — Пинар Оздемир - Теркс и Кайкос — Кэти Хокинс - Великобритания — Хелен Аптон - Уругвай — Адриана Комас - США — Келли Маккарти - СССР — Юлия Лемигова - Виргинские Острова (США) — Моник Линдесей - Венесуэла — Жаклин Родригес - Югославия — Наташа Павлович |

## Примечание

### Дебютировали
- Болгария
- Гана
- Румыния

### Вернулись
В последний раз принимала участие в 1952 году:
- Великобритания Три страны-участницы объединили свои франшизы, а так же те территории, которые не имели собственных франшиз, так как в период с 1955 по 1990 год каждая страна, входящая в состав Великобритании (Англия, Шотландия и Уэльс) отправили на конкурс общую участницу. С 1994 года кандидаты из Северной Ирландии может выбрать для участия в конкурсе «Мисс Ирландия» или «Мисс Великобритания».

В последний раз принимала участие в 1978 году:
- Никарагуа

В последний раз принимала участие в 1984 году:
- Намибия competed for the first time as an independent country after gaining independence from South Africa in February 1990.

В последний раз принимала участие в 1985 году:
- Югославия

В последний раз принимала участие в 1986 году:
- Острова Кука

В последний раз принимала участие в 1987 году:
- Панама

В последний раз принимала участие в 1988 году:
- Ливан

В последний раз принимала участие в 1989 году:
- Бельгия
- Бразилия
- Кюрасао
- Люксембург
- Виргинские Острова (США)

### Обозначения
- Венесуэла — Жаклин Родригес

### Замены
- Филиппины — Мария Лурдес Гонсалес заменила Аньетт Абаяри, которая не была гражданкой Филиппин.
- Венесуэла — Шэрон Луэнго — Директор конкурса «Мисс Венесуэла» Осмель Соуза хотел отправить её на «Мисс Вселенную» из-за задержки с проведением конкурса. Конкурс «Мисс Венесуэла 1991», Но организация «Мисс Вселенная» отклонила ее кандидатуру из-за того, что она заняла 2-е место на конкурсе Мисс Мира 1990[1] и они решили выбрать другую участницу на конкурс «Мисс Вселенная 1991» под руководством специальной комиссии[2].
- СССР — Победительница Мисс СССР 1990 — Мария Кежа, была несовершеннолетним на 1 февраля[3].

### Отказались
- Аруба — Конкурс Мисс Аруба 1991 был отменён, а победительница 1991 года Джеруша Расмийн была отправлена на Мисс Вселенная 1992.
- Австралия — из-за отсутствия спонсорской поддержки и финансирования
- Австрия — Кристин Хейс — неизвестная причина
- Дания — Шэрон Гивскав — из-за отсутствия спонсорской поддержки и финансирования. Она отправилась на Мисс Мира 1991.
- Египет — не проводился.
- Англия — С тех пор соревновались как Соединённое Королевство или Великобритания.
- Гибралтар — Сара Йитс (лишилась лицензии Miss Universe Inc.)
- Гренландия — Бибиан Хольм (лишились лицензии Miss Universe Inc.) и отправились на Мисс Мира 1991
- Гондурас — Клаудия Мерседес Кабальеро (заболела и снялась с соревнований из-за того, что страдала от хронической усталости и должна была отдыхать по предписанию врача).
- Португалия — Карла Лопеш Да Коста Калдейра — неизвестная причина
- Шотландия — С тех пор соревновались как Соединённое Королевство или Великобритания.
- Швейцария — Присцилла Леймгрубер (она заболела и в последний момент отказалась от участия).
- Уэльс — С тех пор соревновались как Соединённое Королевство или Великобритания.

### Не участвовали в соревнованиях
- Кения — Аиша Вавира Либерг — из-за отсутствия спонсорской поддержки и финансирования. Она отправилась на Мисс Вселенная 1992.
- Новая Зеландия — Адель Валери Кенни (потому что она была несовершеннолетней до 1 февраля)[4].

### Изменения имён
- Нидерланды Голландия начала соревноваться как Нидерланды.
- Великобритания Великобритания начала участвовать как Соединённое Королевство[5].

## Международное вещание
Некоторые из сетей за пределами Соединённых Штатов (телеканал CBS), которые транслировали конкурс «Мисс Вселенная 1991» года в прямом эфире (или в записи) в своих странах и территориях:

| - Австралия: Seven Network - Австрия: TW1 - Аргентина: América 2 - Багамские Острова: ZNS-TV - Бермуды: ZBM-TV - Бельгия: Star! - Боливия: Unitel - Болгария: BNT 1 - Канада: CBC Television - Колумбия: Caracol TV - Коста-Рика: Teletica - Кипр: Cyprus Broadcasting Corporation - Дания: Star! Scandinavia и Showtime Scandinavia - Доминиканская Республика: Color Vision - Эквадор: Gama TV (исп.) - Египет: MBC3 - Сальвадор: TCS - Финляндия: MTV3 - Франция: Paris Première - Германия: Das Vierte (нем.) - Гана: Viasat 1 - Греция: ΕΤ1 - Гондурас: Canal 11 - Гонконг: TVB Pearl - Венгрия: m1 - Исландия: Star! Scandinavia и Showtime Scandinavia - Индия: DD National - Ирландия: RTE One - Израиль: Второй канал | - Италия: Rai Uno - Ямайка: Ination TV - Япония: ABC - Республика Корея: KBS1 - Ливан: LBC и MBC 3 - Малайзия: TV1 - Мальта: TVM - Мексика: Televisa - Нидерланды: Star! - Никарагуа: Televicentro - Норвегия: TV2 - Панама: Telemetro - Парагвай: Latele - Перу: ATV - Филиппины: GMA Network - Польша: TVP1 - Португалия: RTP1 - Пуэрто-Рико: WAPA-TV - Румыния: TVR1 - Сингапур: Singapore Broadcasting Corporation - Испания: TVE1 - Швеция: Star! Scandinavia и Showtime Scandinavia - Швейцария: SF 1 - Китайская Республика: CTS - Таиланд: Channel 7 BBTV - Турция: NTV - Великобритания: BBC One - США: CBS - Венесуэла: Venevisión |